# Le Bessat
Le Bessat (prononcé /lə bəsa/) est une commune française d'un peu plus de 500 habitants située dans le département de la Loire, au centre de la région Auvergne-Rhône-Alpes.

## Géographie

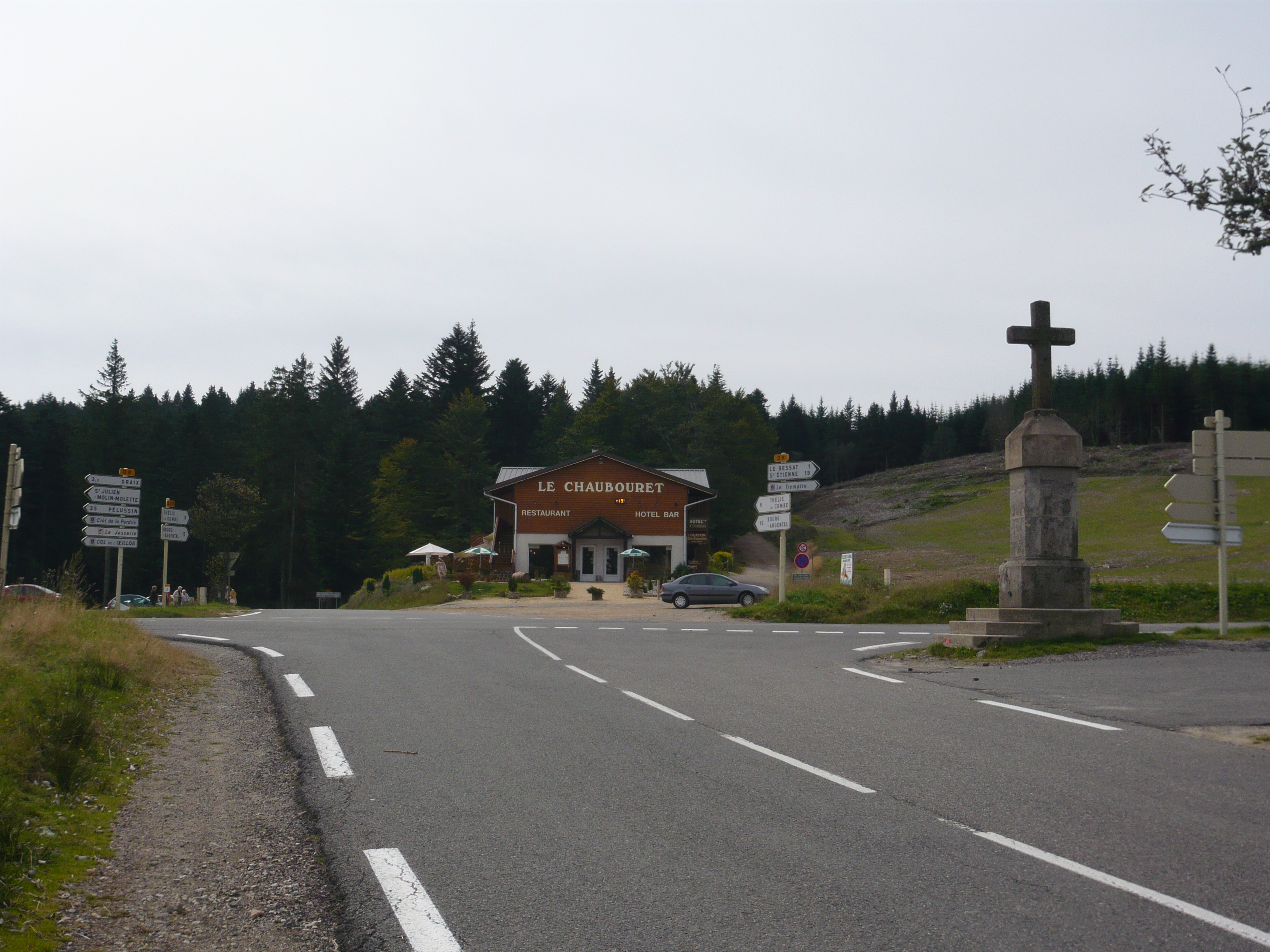
Col de la Croix de Chaubouret.

Le Bessat est la commune la plus haute en altitude du département de la Loire, à 1 170 mètres. Altitude qui est équivalente à certaines stations des Alpes (au village) comme La Clusaz par exemple.
| Saint-Étienne | La Valla-en-Gier |                 |
|               | du Bessat        | Graix           |
| Tarentaise    |                  | Thélis-la-Combe |

### Climat
Pour des articles plus généraux, voir Climat d'Auvergne-Rhône-Alpes et Climat de la Loire.
En 2010, le climat de la commune est de type climat océanique altéré, selon une étude du Centre national de la recherche scientifique s'appuyant sur une série de données couvrant la période 1971-2000. En 2020, Météo-France publie une typologie des climats de la France métropolitaine dans laquelle la commune est exposée à un climat de montagne ou de marges de montagne et est dans la région climatique  Nord-est du Massif Central, caractérisée par une pluviométrie annuelle de 800 à 1 200 mm, bien répartie dans l’année. 
Pour la période 1971-2000, la température annuelle moyenne est de 7,4 °C, avec une amplitude thermique annuelle de 15,6 °C. Le cumul annuel moyen de précipitations est de 1 103 mm, avec 11,1 jours de précipitations en janvier et 7,5 jours en juillet. Pour la période 1991-2020, la température moyenne annuelle observée sur la station météorologique de Météo-France la plus proche, « Tarentaise », sur la commune de Tarentaise à 2 km à vol d'oiseau, est de 8,5 °C et le cumul annuel moyen de précipitations est de 1 128,3 mm,. Pour l'avenir, les paramètres climatiques de la commune estimés pour 2050 selon différents scénarios d'émission de gaz à effet de serre sont consultables sur un site dédié publié par Météo-France en novembre 2022.

## Urbanisme

### Typologie
Au 1er janvier 2024, Le Bessat est catégorisée commune rurale à habitat dispersé, selon la nouvelle grille communale de densité à sept niveaux définie par l'Insee en 2022.
Elle est située hors unité urbaine. Par ailleurs la commune fait partie de l'aire d'attraction de Saint-Étienne, dont elle est une commune de la couronne,. Cette aire, qui regroupe 105 communes, est catégorisée dans les aires de 200 000 à moins de 700 000 habitants,.

### Occupation des sols
L'occupation des sols de la commune, telle qu'elle ressort de la base de données européenne d’occupation biophysique des sols Corine Land Cover (CLC), est marquée par l'importance des forêts et milieux semi-naturels (84,4 % en 2018), une proportion identique à celle de 1990 (84,4 %). La répartition détaillée en 2018 est la suivante : 
forêts (84,4 %), prairies (10,7 %), zones urbanisées (4,9 %). L'évolution de l’occupation des sols de la commune et de ses infrastructures peut être observée sur les différentes représentations cartographiques du territoire : la carte de Cassini (XVIIIe siècle), la carte d'état-major (1820-1866) et les cartes ou photos aériennes de l'IGN pour la période actuelle (1950 à aujourd'hui).

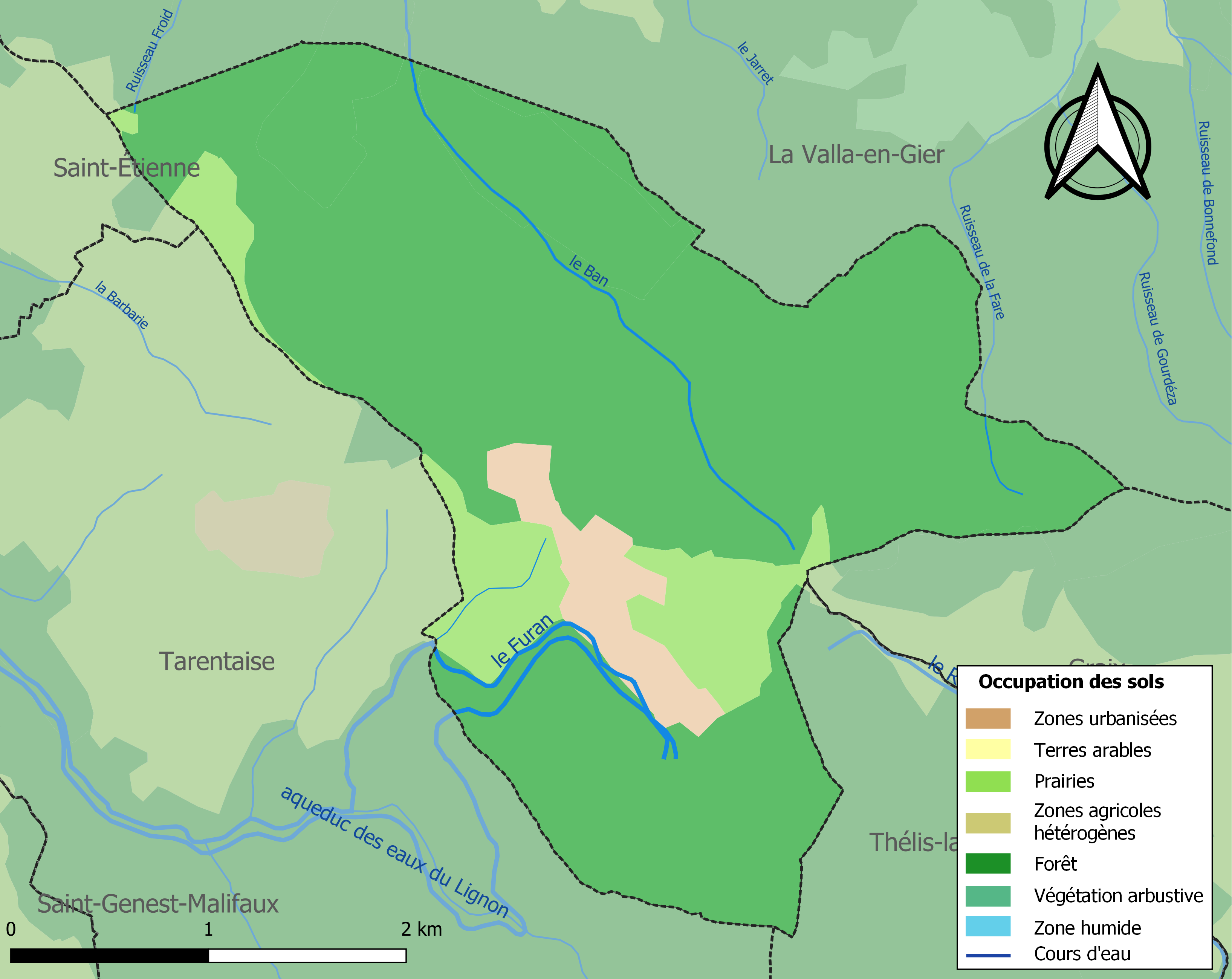
Carte des infrastructures et de l'occupation des sols de la commune en 2018 (CLC).

## Histoire
Le plus ancien document attestant l'existence du village est daté de 1365 et conservé aux archives départementales de la Loire. Il y est fait mention d'un habitant : "Johannes del Bessa". Le village fut longtemps un hameau de la paroisse de l'actuelle La Valla-en-Gier. Il fut érigé en commune par un décret d'octobre 1831. Avant la Révolution française, les habitations du Bessat étaient rattachées à la seigneurie du Thoil, aujourd'hui lieu-dit (en ruine) du Bessat.
Le Bessat abrite une partie de l'Espace nordique des monts du Pilat qui permet la pratique de sports d'hiver lors des régulières chutes de neige que connaît le massif.

## Politique et administration

### Administration municipale
À la suite de l'élection municipale de 2020, le conseil municipal est composé du maire, de 3 adjoints et de 7 conseillers municipaux.

### Liste des maires
| Période                                  | Période                    | Identité         | Étiquette | Qualité |
| ---------------------------------------- | -------------------------- | ---------------- | --------- | ------- |
| Les données manquantes sont à compléter. |                            |                  |           |         |
| mars 2008                                | avril 2020                 | Robert Tardy,    |           |         |
| avril 2020                               | En cours (au juillet 2020) | Isabelle Vernay, |           |         |

## Population et société

### Démographie
L'évolution du nombre d'habitants est connue à travers les recensements de la population effectués dans la commune depuis 1836. Pour les communes de moins de 10 000 habitants, une enquête de recensement portant sur toute la population est réalisée tous les cinq ans, les populations de référence des années intermédiaires étant quant à elles estimées par interpolation ou extrapolation. Pour la commune, le premier recensement exhaustif entrant dans le cadre du nouveau dispositif a été réalisé en 2006.

En 2022, la commune comptait 525 habitants, en évolution de +17,71 % par rapport à 2016 (Loire : +1,32 %, France hors Mayotte : +2,11 %).
| 1836 | 1841 | 1846 | 1851 | 1856 | 1861 | 1866 | 1872 | 1876 |
| ---- | ---- | ---- | ---- | ---- | ---- | ---- | ---- | ---- |
| 606  | 546  | 521  | 535  | 536  | 535  | 536  | 523  | 529  |

| 1881 | 1886 | 1891 | 1896 | 1901 | 1906 | 1911 | 1921 | 1926 |
| ---- | ---- | ---- | ---- | ---- | ---- | ---- | ---- | ---- |
| 558  | 542  | 501  | 495  | 472  | 488  | 404  | 327  | 327  |

| 1931 | 1936 | 1946 | 1954 | 1962 | 1968 | 1975 | 1982 | 1990 |
| ---- | ---- | ---- | ---- | ---- | ---- | ---- | ---- | ---- |
| 288  | 317  | 249  | 201  | 190  | 192  | 206  | 211  | 250  |

| 1999 | 2006 | 2011 | 2016 | 2021 | 2022 | - | - | - |
| ---- | ---- | ---- | ---- | ---- | ---- | - | - | - |
| 414  | 439  | 440  | 446  | 502  | 525  | - | - | - |

### Sports

#### Col de la Croix de Chaubouret
Le col de la Croix de Chaubouret se situe au sud de la commune du Bessat, à une altitude de 1 201 m, à la limite des communes de Graix et du Bessat, et offre une vue sur la vallée du Rhône et la chaîne des Alpes.
De 2005 à 2012 un stade de glisse, partie prenante de l'espace nordique des monts du Pilat, permettait la pratique du snowtubing ainsi que l'initiation au ski alpin via 4 fil-neiges. Désormais, seul un fil-neige d'initiation au ski alpin subsiste.

#### Domaine nordique Le Bessat - Les grands bois
Le domaine nordique Le Bessat - Les grands bois dispose de 35 kilomètres de pistes de fond balisées et tracées pour le skating et le pas alternatif, comprenant une boucle verte de 4,6 kilomètres, une bleue de 7,1 kilomètres, une rouge de 9,2 kilomètres et une noire de 14,5 kilomètres au départ du col de la Croix de Chaubouret et une boucle verte de 5 kilomètres, une bleue de 6,1 kilomètres, une rouge de 8,4 kilomètres et une noire de 14 kilomètres au départ du col de la République (La Versanne). Il propose également 13 kilomètres d'itinéraires balisés et tracés pour fondeurs, piétons et raquettes au départ du Tremplin comprenant une boucle verte de 2 kilomètres, une bleue de 5 kilomètres, une rouge de 5,8 kilomètres, et une noire de 11,8 kilomètres (cette dernière étant également accessible depuis le site du Pont Sauvignet).
Il fait partie de l'espace nordique des monts du Pilat, un regroupement de stations de sports d'hiver qui s'étend sur les communes du Bessat, de Burdignes, de Saint-Régis-du-Coin et de Graix.

#### Événement sportif
Chaque année depuis 2010, Le Bessat accueille La Nuit Blanche du Pilat (14 km) dont l'arrivée a lieu devant la mairie.

## Économie
- Tourisme, ski de fond, stade de glisse, sur l'Espace Nordique du Haut Pilat.
- Agriculture de montagne.

## Culture locale et patrimoine

### Lieux et monuments
- Église Saint-Claude du Bessat.